# 山形県公安委員会
山形県公安委員会（やまがたけんこうあんいいんかい）は、山形県警察を管理するため山形県知事所轄の下に設置される行政委員会である。3人の委員で組織される。所在地は山形市松波2丁目8-1である。

## 委員
- 委員長
  - 北村正敏
- 委員
  - 吉田眞一郎
  - 柴田曜子

## 下部組織
- 山形県警察